# Socialdemocrazia del Regno di Polonia e Lituania
Socialdemocrazia del Regno di Polonia (in polacco: Socjaldemokracja Królestwa Polskiego i Litwy - SDKPiL) fu un partito politico di orientamento socialista rivoluzionario e consiliarista attivo in Polonia dal 1892 al 1918, anno in cui, fondendosi con l'ala sinistra del Partito Socialista Polacco (in polacco: Polska Partia Socjalistyczna - PPS), diede vita al Partito Comunista dei Lavoratori di Polonia (in polacco: Komunistyczna Partia Robotnicza Polski -  KPRP).

## Storia
Socialdemocrazia del Regno di Polonia venne fondata nel 1893 da Rosa Luxemburg e Leo Jogiches nel Regno di Polonia allora parte dell'Impero russo, raggruppando i socialisti con un orientamento internazionalista, che si opponevano all'orientamento indipendentista della maggioranza del Partito Socialista Polacco. Nel 1899 in seguito alla fusione con l'Unione dei Lavoratori in Lituania (in polacco: Związkiem Robotników Litwy) guidata da Feliks Ėdmundovič Dzeržinskij prese la denominazione di Socialdemocrazia del Regno di Polonia e Lituania (in polacco: Socjaldemokracja Królestwa Polskiego i Litwy - SDKPiL; in lituano: Lenkijos karalystės ir Lietuvos socialdemokratija - LKLSD).